# Randers HH
Le Randers HH ou Randers Herre Håndbold est un club danois masculin de handball, situé à Randers.

## Joueurs de la saison 2013/2014
| Nr. | Nom                  | Nationalité | Position             |
| --- | -------------------- | ----------- | -------------------- |
| 16  | Karsten Nielsen      | Danemark    | Gardien de but       |
| 21  | Simon Holm Nielsen   | Danemark    | Arrière gauche       |
| 14  | Andreas Svoldgaard   | Danemark    | Ailier gauche        |
| 0   | Christian Wrang      | Danemark    | Arrière gauche       |
| 9   | Jacob Lassen         | Danemark    | Arrière droit        |
| 7   | Joachim Enggaard     | Danemark    | aile droite          |
| 8   | Kasper Bonnesen      | Danemark    | Meneur de jeu        |
| 28  | Mads Oxbøll          | Danemark    | Stregspiller         |
| 11  | Mathias Broløs       | Danemark    | Joueur arrière       |
| 4   | Nikolaj Nielsen      | Danemark    | Stregspiller         |
| 6   | Nicolai Pugholm Hvis | Danemark    | Meneur de jeu        |
| 5   | Nikolai Sommer       | Danemark    | Ailier gauche        |
| 10  | Nikolaj Søndergaard  | Danemark    | aile droite          |
| 19  | Robin Oldberg        | Suède       | Arrière gauche/Streg |
| 3   | Thomas Christensen   | Danemark    | Arrière droit        |
| 1   | Thomas Jensen        | Danemark    | Gardien de but       |